# Route nationale 36 (Estonie)
Pour les articles homonymes, voir Route nationale 36.
La route nationale 36 (Tugimaantee 36) est une route nationale estonienne reliant Õuna à Mustvee. Elle mesure 38,9 km.

## Tracé
- Comté de Jõgeva
  - Õuna
  - Võduvere
  - Laiusevälja
  - Kantküla (et)
  - Vaiatu (et)
  - Torma
  - Kõnnu
  - Mustvee